# ترستنیه
ترستنیه (به مجاری:  Teresztenye) یک شهرداری در مجارستان است که در ناحیه ادلنی واقع شده‌است. ترستنیه ۸٫۷ کیلومتر مربع مساحت و ۲۷ نفر جمعیت دارد.